# Schismaderma carens
Schismaderma carens é uma espécie de sapo da família Bufonidae. Ele é monotípico dentro do gênero Schismaderma. Ele pode ser encontrado em Angola, Botswana, República Democrática do Congo, Quênia, Malawi, Moçambique, Namíbia, África do Sul, Essuatíni, Tanzânia, Zimbabwe e, possivelmente, em Lesoto. Seu habitat natural são as savanas secas e úmidas, matagal de baixa ou alta umidade formada por arbustos na faixa tropical ou subtropical, pradarias, marisma, áreas urbanizadas e rurais ou degradadas.